# Chuck Jackson
Chuck Jackson (Winston-Salem (North Carolina), 22 juli 1937 – Atlanta (Georgia), 16 februari 2023) was een Amerikaanse soul- en r&b-zanger.

## Carrière
Chuck Jackson groeide op in Pittsburgh en studeerde later aan het South Carolina State College. Hij beëindigde zijn studie om muzikant te worden. Tussen 1957 en 1959 was hij lid van de band The Del-Vikings. Nadat hij deze band had verlaten, werd hij ontdekt door Luther Dixon. Jackson tekende een platencontract bij Scepter Records. Zijn eerste single I Don't Want to Cry plaatste zich in 1961 in de Amerikaanse hitlijst (#36). Noemenswaardig was in die jaren zijn samenwerking met Burt Bacharach, die Jackson direct de drie oorspronkelijke composities I Wake Up Crying, The Breaking Point (1961) en Any Day Now (My Wild Beautiful Bird) (1962, #23 pophitlijst, #2 r&b-hitlijst) ter beschikking stelde. Any Day Now verwierf verdere bekendheid als B-kant van In the Ghetto van Elvis Presley en was de enige compositie van Bacharach, die de 'King' ooit opnam. Nog bekender en succesvoller was de countrypop-cover van Ronnie Milsap in 1982 (#14 pophitlijst, #2 r&b- en Adult Contemporary-hitlijst).
Jackson bleef tot 1980 vertegenwoordigd in de r&b-hitlijst, maar wisselde vaak van label. In totaal bracht hij vanaf 1961 23 hits in de r&b-hitlijst. Met I Don't Want to Cry (1961) en Something You Got (1965) waren twee verdere top 10-successen erbij. In 1967 had hij twee hits in duet met Maxine Brown. In 1968 was hij voor een korte periode bij Motown onder contract, waar twee albums ontstonden. Zijn laatste kleinere hit I Wanna Give You Some Love (1980) werd geschreven door Bob Marley.
Eind jaren 1970 streefde Jackson net als talrijke andere oudere soulsterren naar een comeback met discomuziek, maar kon zich daarmee noch in de r&b- noch in de discohitlijst staande houden. Singles als When the Fuel Runs Out (1979) en Waiting in Vain (1980) brachten niet het gehoopte resultaat. In 1992 nam Jackson een album op met Cissy Houston, de moeder van Whitney Houston. Zijn album I'll Never Get Over You (1998) bevat een duet met Dionne Warwick.
In 2015 werd Jackson opgenomen in de Rhythm and Blues Music Hall of Fame. Hij was een neef van de soulzangeres Ann Sexton.
Jackson overleed op 16 februari 2023 op 85-jarige leeftijd.

## Discografie

### Singles
- 1961: I Don't Want To Cry
- 1961: (It Never Happens) In Real Life
- 1961: Mr. Pride
- 1961: I Wake Up Crying
- 1962: Any Day Now
- 1962: I Keep Forgettin
- 1962: Who's Gonna Pick Up the Pieces
- 1962: Getting Ready For the Heartbreak
- 1963: Tell Him I'm Not Home
- 1963: Tears of Joy
- 1963: I Will Never Turn My Back On You
- 1963: Any Other Way
- 1964: Hand It Over
- 1964: Beg Me
- 1964: Somebody New
- 1964: Since I Don't Have You
- 1965: I Need You
- 1965: Something You Got
- 1965: If I Didn't Love You

### (vervolg)
- 1965: Can't Let You Out of My Sight
- 1965: I Need You So
- 1965: Good Things Come To Those Who Wait
- 1965: I'm Satisfied
- 1967: Hold On I'm Coming
- 1967: Daddy's Home
- 1967: Shame On Me
- 1968: (You Can't Let the Boy Overpower) The Man in You
- 1969: Are You Lonely For Me Baby
- 1969: Honey Come Back
- 1973: I Only Get This Feeling
- 1973: I Can't Break Away
- 1975: I'm Needing You, Wanting You
- 1980: I Wanna Give You Some Love

Singles bij Motown (UK)
- Girls Girls Girls / (You Can't Let the Boy Overpower) The Man in You  - 7"
- Honey Come Back / What Am I Gonna Do Without You - 7"

### Albums
- 1962: I Don't Want to Cry!
- 1962: Any Day Now
- 1963: Encore!
- 1964: Chuck Jackson on Tour
- 1965: Mr. Everything
- 1965: Saying Something, met Maxine Brown
- 1966: A Tribute to Rhythm and Blues
- 1966: A Tribute to Rhythm and Blues, Volume 2
- 1966: Tribute to the King
- 1967: Greatest Hits
- 1967: Hold On, We're Coming, met Maxine Brown
- 1967: The Early Show, met Tammi Terrell

### (vervolg)
- 1968: Chuck Jackson Arrives
- 1969: Goin' Back to Chuck Jackson
- 1970: Teardrops Keep Falling on My Heart
- 1974: Through All Times
- 1975: Needing You, Wanting You
- 1977: The Great Chuck Jackson
- 1980: After You
- 1980: I Wanna Give You Some Love
- 1992: I'll Take Care of You, met Cissy Houston
- 1994: Chuck Jackson
- 1994: Encore/Mr. Everything
- 1998: Smooth, Smooth Jackson

- Bibsys: 6001601
- Biblioteca Nacional de España: XX978682
- Bibliothèque nationale de France: cb13924427n (data)
- Gemeinsame Normdatei: 13483125X
- International Standard Name Identifier: 0000 0001 1487 2860
- Library of Congress Control Number: n79032426
- MusicBrainz: dea9d9ad-3c4a-4998-99f1-ecf004f4878e
- Nationale Bibliotheek van Tsjechië: ola2002159338
- Nationale bibliotheek van Australië: 35380003
- Nationale en Universitaire bibliotheek Zagreb: 000068554
- Nederlandse Thesaurus van Auteursnamen: 074356801
- Virtual International Authority File: 5119852
- WorldCat: E39PBJpDMf3YFTcyjmDWxBcXVC